# Seznam nogometnih reprezentanc
Nogometna reprezentanca je ekipa, ki predstavlja državo na mednarodnih nogometnih tekmovanjih. Trenutno je v zvezi 208 reprezentanc združenih v mednarodno federacijo.
Posamezne zveze po celinah so:
- Azija - Asian Football Confederation (AFC)
- Afrika - Confederation of African Football (CAF)
- Severna in Srednja Amerika - Confederation of North, Central American and Caribbean Association Football (CONCACAF)
- Južna Amerika - Confederación Sudamericana de Fútbol (CONMEBOL)
- Oceanija - Oceania Football Confederation (OFC)
- Evropa - Union of European Football Associations (UEFA)

### Azija
| - Afganistan - Avstralija - Bahrajn - Bangladeš - Butan - Brunej - Kambodža - Ljudska republika Kitajska - Tajvan - Gvam - Hongkong - Indija | - Indonezija - Iran - Irak - Japonska - Jordanija - Severna Koreja - Južna Koreja - Kuvajt - Kirgizistan - Laos - Libanon - Makav | - Malezija - Maldivi - Mongolija - Mjanmar - Nepal - Oman - Pakistan - Palestina - Filipini - Katar - Saudova Arabija - Singapur | - Šrilanka - Sirija - Tadžikistan - Tajska - Vzhodni Timor - Turkmenistan - Združeni arabski emirati - Uzbekistan - Vietnam - Jemen |

### Afrika
| - Alžirija - Angola - Benin - Bocvana - Burkina Faso - Burundi - Kamerun - Zelenortski otoki - Srednjeafriška republika - Čad - Komori - Slonokoščena obala - Kongo - DR Kongo | - Džibuti - Egipt - Ekvatorialna Gvineja - Eritreja - Etiopija - Gabon - Gambija - Gana - Gvineja - Gvineja Bissau - Kenija - Lesoto - Liberija - Libija | - Madagaskar - Malavi - Mali - Mavretanija - Mavricij - Maroko - Mozambik - Namibija - Niger - Nigerija - Réunion - Ruanda - Sveti Tomaž in Princ - Senegal | - Sejšeli - Sierra Leone - Somalija - Južna Afrika - Sudan - Esvatini - Tanzanija - Togo - Tunizija - Uganda - Zambija - Zanzibar - Zimbabve |

### Severna  in Srednja Amerika
|  |  | - Angvila - Antigva in Barbuda - Aruba - Bahami - Barbados - Belize - Bermuda - Britanski Deviški otoki - Kanada - Kajmanji otoki |  | - Kostarika - Kuba - Dominika - Dominikanska republika - Salvador - Francija - Grenada - Guadeloupe - Gvatemala - Gvajana |  | - Haiti - Honduras - Jamajka - Martinik - Mehika - Montserrat - Nizozemski Antili - Nikaragva - Panama - Portoriko |  | - Saint Kitts in Nevis - Saint Lucia - Saint Martin - Sveti Vincencij in Grenadine - Sint Maarten - Surinam - Trinidad in Tobago - Otoki Turks in Caicos - ZDA - Ameriški Deviški otoki |

### Južna Amerika
- Argentina
- Bolivija
- Brazilija
- Čile
- Kolumbija
- Ekvador
- Paragvaj
- Peru
- Urugvaj
- Venezuela

### Oceanija
|  | - Ameriška Samoa - Cookovi otoki - Fidži - Kiribati - Združene države Mikronezije - Nova Kaledonija - Nova Zelandija - Niue1 - Severni Marianski otoki |  | - Palav - Papua Nova Gvineja - Samoa - Salomonovi otoki - Francoska Polinezija - Tonga - Tuvalu - Vanuatu |

### Evropa
UEFA
| - Albanija - Andora - Armenija - Avstrija - Azerbajdžan - Belorusija - Belgija - Bosna in Hercegovina - Bolgarija - Hrvaška - Ciper - Češka - Danska - Anglija | - Estonija - Ferski otoki - Finska - Francija - Gruzija - Nemčija - Grčija - Madžarska - Islandija - Irska - Izrael - Italija - Kazahstan - Latvija | - Lihtenštajn - Litva - Luksemburg - Makedonija - Malta - Moldavija - Črna gora - Nizozemska - Severna Irska - Norveška - Poljska - Portugalska - Romunija - Rusija | - San Marino - Škotska - Srbija - Slovaška - Slovenija - Španija - Švedska - Švica - Turčija - Ukrajina - Wales |

## Reprezentance, ki niso članice FIFA

### Currently unaffiliated sovereign nations
- Nauru
- Združeno kraljestvo2
- Vatikan

## Reprezentance bivših držav

### Ljudska republika Kitajska
- Predloga:Podatki države Manchukuo

Integrated into  Kitajska in 1945.
- Shanghai

Integrated into  Kitajska in 1948.

### Czechoslovakia
- Češkoslovaška

Dissolved in 1993 into the independent nations of  Češka and  Slovaška.
FIFA recognizes the Czech Republic as the successor of the Czechoslovakia national team and attributes its records to it.
Between 1918 and 1920 played international matches as  Bohemia; between 1939 and 1945 as Predloga:Podatki države Protectorate of Bohemia and Moravia Protectorate of Bohemia and Moravia ; and in 1993 as  Czech And Slovak Republic.

### French Equatorial Africa
- French Equatorial Africa

Dissolved in 1960 into the four independent nations of  Kongo,  Gabon,  Srednjeafriška republika,  Čad.
FIFA recognizes  Kongo as the successor of the French Equatorial Africa national team and attributes its records to it. 

### French West Africa
- French West Africa

Dissolved in 1960 into the nine independent nations of  Mali,  Senegal,  Mavretanija,  Gvineja,  Burkina Faso,  Benin,  Togo,  Slonokoščena obala,  Niger.
FIFA recognizes  Mali as the successor of the French West Africa national team and attributes its records to it. 

### Germany
- Vzhodna Nemčija
- Zahodna Nemčija

Merged in October 1990 to form the unified national team of  Nemčija.
FIFA recognizes Germany as the successor of the West Germany national team and attributes their records to it.
 Nemčija was the official name until 1949 when it became  Zahodna Nemčija.
- Predloga:Podatki države Saar

Reintegrated in 1957 into  Zahodna Nemčija.

### Ireland
- Irska

Dissolved in 1922 into  Severna Irska and  Irska.
FIFA recognizes  Severna Irska as the successor of  Irska and attributes its record to it.
Between 1922 and 1937 Republic of Ireland played international matches as  Irish Free State.

### Korea
- [[Slika:{{{flag alias}}}|22x20px|border]] [[{{{alias}}} {{{altlink}}}|{{{alias}}}]]

Dissolved in 1945 into two independent nations  Južna Koreja and  Severna Koreja.
FIFA recognizes  Južna Koreja as the successor of [[Slika:{{{flag alias}}}|22x20px|border]] [[{{{alias}}} {{{altlink}}}|{{{alias}}}]] and attributes its records to it.

### Netherlands Antilles
- Curaçao

Reintegrated in 1954 into  Nizozemski Antili.
- Sint Maarten

Since 1991 has a representative team which is a full member of CONCACAF, but not a FIFA member.

### Panama Canal Zone
- Panama Canal Zone

Integrated into  Panama in 1979.

### Sikkim
- Predloga:Podatki države Sikkim

Integrated into  Indija in 1975.

### Tanzania
- Tanganjika
- Zanzibar

Merged in 1964 to form the unified national team of  Tanzanija.
FIFA recognizes  Tanzanija as the successor of the  Tanganjika national team and attributes their records to it.
The island of Zanzibar, part of Tanzania (and once an independent nation), is also an associate member of CAF and has played matches with other nations.

### USSR
- Sovjetska zveza

 Estonija, Latvija and  Litva had already seceded from the Soviet Union and had formed national teams before the dissolution of the Soviet Union in 1991 into 12 independent nations, which played as  SND in 1992, and subsequently launched their own national sides:
| - Armenija - Azerbajdžan - Belorusija - Gruzija | - Kazahstan - Kirgizistan - Moldavija - Rusija | - Tadžikistan - Turkmenistan - Ukrajina - Uzbekistan |

FIFA recognizes  Rusija as the successor of the CIS, which was itself the successor of the  USSR national team, and attributes the records of these two previous entities to it.
 Rusija was the official name till 1917 when it became  Sovjetska zveza.

### Vietnam
- North Vietnam
- Južni Vietnam

Merged in 1976 to form the unified national team of  Vietnam.
FIFA recognizes Vietnam as the successor of the South Vietnam national team and attributes its records to it.

### Jemen
- Predloga:Podatki države Severni Jemen
- Aden → Lahej →  Južni Jemen

Združena leta 1990, zdaj tekmujeta kot reprezentanca  Jemen.
FIFA prepoznava reprezentanco Jemna kot naslednico reprezentance Severnega Jemnar in ji pripisuje njene dosežke.

### Jugoslavija
- Jugoslavija (Socialistična federativna republika)

Razpadla leta 1992 v 5 neodvisnih držav:
-  Bosna in Hercegovina
-  Hrvaška
-  Makedonija
-  Slovenija
- [[Slika:{{{flag alias-FR}}}|22x20px|border]] Jugoslavija (Zvezna republika)

- [[Slika:{{{flag alias-FR}}}|22x20px|border]] Jugoslavija (Zvezna republika) - kasneje preimenovana v  Srbija in Črna gora

Razpadla leta 2006 v neodvisni državi  Srbija in  Črna gora
FIFA prepoznava  Srbija (in njene predhodnice [[Slika:{{{flag alias-FR}}}|22x20px|border]] Jugoslavija ter  Srbija in Črna gora) kot naslednico reprezentance SFRJ in ji pripisuje njene dosežke.

### Spremembe imen
Poleg združevanj in razpadov držav so bile naslednje države preimenovane:
- Palestine/Eretz Israel became  Izrael in 1948
- Nizozemska vzhodna Indija became  Indonezija in 1949
- Predloga:Podatki države Gold Coast became  Gana in 1957
- Egipt became part of  Združena arabska republika in 1958, then seceded to become  Egipt again in 1972
- Madagascar became  Malagasy Republic 1958, and reverted to  Madagaskar in 1975
- Belgijski Kongo became  Congo-Leopoldville in 1960 then became [[Slika:|22x20px|border]] Congo-Kinshasa in 1963, and then  Zair in 1971, and then became  DR Kongo in 1997
- French Equatorial Africa became  Congo-Brazzaville in 1960, then became  Kongo in 1992
- French Togo became  Togo in 1960
- Tanganjika became  Tanzanija in 1962
- Malaja became  Malezija in 1963
- Severna Rodezija became  Zambija in 1964
- Južna Rodezija became  Rodezija in 1964, and then  Zimbabve in 1980
- British Gambia became Gambia in 1965
- Predloga:Podatki države British Guiana became  Gvajana in 1966
- Nyasaland became  Malavi in 1966
- Francoski Somaliland became French Territory of the Afars and Issas in 1967 and subsequently  Džibuti in 1977
- Cejlon became  Šrilanka in 1972
- Khmer Republic became  Kampuchea in 1975, then  Kambodža in 1979
- Dahomej became  Benin in 1975
- Predloga:Podatki države Dutch Guiana became  Surinam in 1975
- Portuguese Guinea became  Gvineja Bissau in 1975
- Srednjeafriška republika became  Central African Empire in 1976, then became  Srednjeafriška republika in 1979
- Predloga:Podatki države Novi Hebridi became  Vanuatu in 1980
- Ivory Coast became  Slonokoščena obala in 1983
- Zgornja Volta became  Burkina Faso in 1984
- Burma became  Mjanmar in 1989
- Zahodna Samoa became  Samoa in 1996